# Розділ Османської імперії
Розділ Османської імперії (30 жовтня 1918 — 1 листопада 1922) — політична подія, що сталася після Першої світової війни, коли в результаті поразки Османської імперії у цьому конфлікті розпад, що розпочався ще до війни, величезний конгломерат територій і народів, що раніше перебували під владою османського султана, був розділений на декілька нових держав і територій.
Розділ Османської імперії був запланований з перших днів вступу цієї держави у війну, хоча противники Османської імперії — Антанта мали безліч протиріч у своїх післявоєнних цілях на території Османської імперії та уклали кілька подвійних і потрійних договорів. Після окупації Константинополя британськими та французькими військами в листопаді 1918 уряд Османської імперії остаточно був повалений і підписав Севрський мирний договір 1920 року. Проте Війна за незалежність Туреччини змусила колишніх союзників повернутися за стіл переговорів до того, як договір був ратифікований. Союзники і Великі Національні збори Туреччини підписали і ратифікували новий Лозаннський мирний договір 1923 року замість Севрського договору, який закріпив більшість територіальних питань. Одне невирішене питання — Мосульський конфлікт пізніше було вирішено за участю Ліги Націй.
Розділ Османської імперії призвів до створення сучасного арабського світу і Турецької Республіки. Ліга Націй надала Франції мандати на Сирію і Ліван, а Великій Британії — мандати на Месопотамію і Палестину (яка згодом була розділена на дві області: Палестина і Трансйорданія). Володіння Османської імперії на Аравійському півострові стали частиною того, що на сьогоднішній день є Саудівською Аравією і Єменом.

## Огляд
Османська імперія була провідною ісламською державою на початку XX століття в геополітичному, культурному та ідеологічному плані. Розділ Османської імперії призвів до появи на Близькому Сході володінь західних держав, таких як Велика Британія та Французька республіка. Найперший опір впливу цих сил походив від турецького національного руху і отримав широке поширення на «постосманському» Близькому Сході після Другої світової війни.
Розділ був запланований західними державами за допомогою укладення в ході Першої світової війни Союзниками декількох угод, що стосуються Османської імперії. Британці і французи розділили східну частину Близького Сходу (так звана «Велика Сирія»), між собою, уклавши угоду Сайкса-Піко. Іншу секретну угоду було укладено між Італією і Росією. Декларація Бальфура закликала міжнародний сіоністський рух домогтися створення єврейської держави в регіоні Палестини, який був місцем існування древнього Ізраїльського царства і в якому на той час проживала єврейська національна меншість, чисельність якої була значно меншою за чисельність переважаючого арабо-мусульманського населення. Уряд імператорської Росії також уклав низку військових угод з Антантою про розподіл Османської імперії, але після російської революції Росія не брала участі в розділах Османської імперії.

### Севрський договір
Севрський договір офіційно визнав мандат нещодавно створеної Ліги Націй на Близькому Сході, незалежність Ємену, а також британський суверенітет над Кіпром.

## Французький мандат

Мапа французьких володінь у Сирії

Сирія і Ліван стали французькими протекторатами (замаскованими під мандати Ліги Націй).

### Мандат в Лівані
Територія, створена Францією на Близькому Сході, отримала назву Великий Ліван. Вона була попередником сучасного Лівану. Ця територія існувала з 1 вересня 1920 по 23 травня 1926 року. Франція відокремила цю територію від Леванту (що була мандатом Ліги Націй) з метою створення «тихої гавані» для маронітського християнського населення. Мароніти отримали самоврядування і забезпечили згодом свої сильні позиції в незалежному Лівані в 1943 році.
Французька інтервенція, прикриваючись захистом маронітів, почалася з часів так званих «капітуляцій» Османської імперії — домовленостей, досягнутих в період з XVI по XIX століття. У 1866 році, коли Юсуф Карам, маронітський керманич, повстав в Гірському Лівані, на допомогу йому прибули військово-морські сили під керівництвом французів, подавши скаргу на адресу губернатора, Дауд Паші, султану, а потім забезпечивши втечу Карама в безпечний район.

### Мандат в Сирії
Угода Сайкса-Піко дозволила Франції окупувати Сирію. У 1923 році французька влада там була остаточно затверджена, і Франція офіційно управляла Сирією до 1943 року.

## Британський мандат
Ірак і Палестина стали британськими підмандатними територіями, при цьому один з синів шерифа Хусейна, Фейсал, був зроблений ними королем Іраку. Палестина була розділена на дві частини: східна частина стала Трансйорданією, забезпечивши незабаром троном другого сина Хусейна— Абдаллу. Західна частина Палестини перебувала під прямим управлінням британської адміністрації, і єврейське населення спочатку отримало можливість збільшувати свою чисельність під британської захистом. Велика частина Аравійського півострова опинилася під контролем іншого британського союзника — Ібн Сауда, який створив королівство Саудівська Аравія в 1932 році.

### Мандат в Месопотамії
Месопотамія (територія сучасного Іраку), перебувала під управлінням Великої Британії і мандатом Ліги Націй до 1932 року, коли була проголошена незалежність держави.

### Мосульське питання
Велика Британія і Туреччина оскаржували контроль над колишньою провінцією османів Мосулом у 1920 році. У 1923, згідно з Лозаннським договором Мосул перейшов під дію британського мандата в Месопотамії, але уряд нової Турецької республіки стверджував, що ця область є частиною їх історичного «серця». Комісія Ліги Націй у складі трьох осіб вирушили в цей регіон в 1924 році для вивчення справи і у 1925 році як і раніше рекомендувала передати регіон до складу Іраку, а також що Велика Британія повинна продовжити мандат ще на 25 років — для забезпечення прав на автономію курдського населення. Туреччина відкинула це рішення. Тим не менш, Велика Британія, Ірак і Туреччина уклали договір 5 червня 1926, який в основному збігався з рішенням Ради Ліги. Мосул перебував у складі британського мандата Месопотамія до отримання Іраком незалежності у 1932 році за наполяганням короля Фейсала, хоча й зі збереженням британських військових баз і права для британців переміщати свої війська територією країни.

### Мандат в Палестині

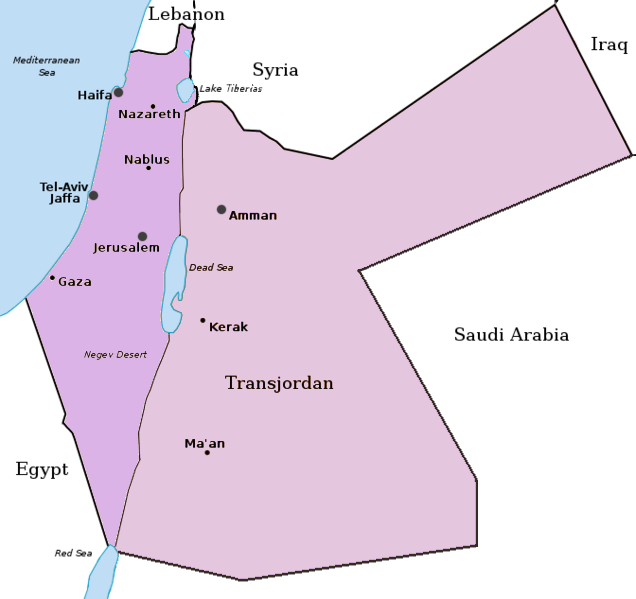
Британський мандат в Палестині

Під час війни Британія дала три суперечливих обіцянки про подальшу долю Палестини. Британія обіцяла через британського розвідника Лоуренса (він же Лоуренс Аравійський) створення незалежної об'єднаної арабської держави, що охоплює більшу частину арабського Близького Сходу, в обмін на підтримку арабами британців під час війни. Британія також пообіцяла створити і розвивати єврейську національну державу в Декларації Бальфура 1917 року. Нарешті, британці обіцяли за допомогою листування Хусейна-МакМехон, що Хашимітська родина буде мати владу над більшою частиною землі в регіоні в обмін на їх підтримку Великого арабського повстання.
Арабське повстання, яке було частково організовано Лоуренсом, дозволило британським військам під командуванням генерала Алленбі перемогти османські війська в 1917 році і зайняти території Палестини і Сирії. Ці землі залишалися у веденні британців до кінця війни.
Велика Британія отримала контроль над Палестиною за результатами Версальської мирної конференції, на якій була створена Ліга Націй в 1919 році. Герберт Самуель, колишній Генеральний поштмейстер в британському кабінеті, який зіграв важливу роль у підготовці Декларації Бальфура, був призначений першим Верховним комісаром в Палестині. У 1920 році на конференції в Сан-Ремо, в Італії, мандат Ліги Націй на Палестину був направлений до Великої Британії. У 1923 році Велика Британія передала частину Голанських висот французькому мандату в Сирії в обмін на регіон Метула.

## Рух за незалежність
Після відходу османів араби проголосили створення незалежної держави Дамаск, але вони були занадто слабкі у військовому та економічному відношенні, щоб протистояти європейським державам довгий час, і Велика Британія і Французька республіка незабаром відновили контроль над їх землями.
У 1920-і і 1930-і роки Ірак, Сирія і Єгипет стали фактично незалежними, хоча британці і французи формально не покидали регіон до закінчення Другої світової війни. Але в Палестині конфліктуючі сили арабського націоналізму і сіонізму створили ситуацію, яка не давала британцям можливості залишити цю територію. Прихід до влади Адольфа Гітлера в Німеччині створив нову актуальність у сіоністському прагненні якомога швидше створити єврейську державу в Палестині.

## Анатолія
Росіяни, британці, італійці, французи, греки, вірмени і турки мали свої претензії на Анатолію, засновані на величезній кількості військових обіцянок, військових дій, секретних угод і договорів.

### Росія
Імператорський уряд мав бажання виселити мусульманських жителів Північної Анатолії та Константинополя, замінивши їх поселенцями-козаками. У березні 1915 року міністр закордонних справ Російської імперії Сергій Сазонов повідомив британському послу Б'юкенену та французькому послу Морісу Палеологу, що для міцного післявоєнного врегулювання необхідно зробити російськими володіннями «місто Константинополь, західний берег Босфору, Мармурового моря і Дарданелл, а також південну Фракію до лінії Енос-Мідія» і «частину азійського узбережжя між Босфором, річкою Сакар'я і областями, які будуть визначені на березі затоки Ізміт». Константинопольська угода була оприлюднена в російській газеті «Известия» у листопаді 1917 року, щоб отримати підтримку з боку вірменської громади з приводу російської революції. Тим не менше, після російської революції ці таємні плани провалилися.

### Велика Британія
Британці отримали контроль над протоками, Мармуровим морем і окупували Константинополь (поряд з французами) з 13 листопада 1918 року по 23 вересня 1923 року. Після Турецької війни за незалежність і підписання Лозаннського договору їх війська покинули місто.

### Королівство Італія
У 1917 році було укладено угоду Сен-Жан-де-Мор'єнн між Францією, Італією і Великою Британією, що дозволяло Італії отримати після війни всю південно-західну Анатолію, крім регіону Адан, в тому числі Ізмір. Тим не менш, в 1919 році прем'єр-міністр Греції Елефтеріос Венізелос отримав дозвіл на Паризькій мирній конференції 1919 року на те, щоб зайняти Ізмір, що скасувало положення угоди.

### Французька республіка
За таємною угодою Сайкса-Піко від 1916 року французи отримували Хатай, Ліван і Сирію, висловивши при цьому бажання володіти також частиною південно-східною Анатолією. Угода Сен-Жан-де-Мор'єнн від 1917 року між Францією, Італією і Великою Британією виділяла для Франції регіон Адан.
Французька армія окупувала частину Анатолії з 1919 по 1921 рік, у тому числі вугільні шахти, залізниці, порти Чорного моря Зонгулдак і Ереглі Караденіз, Константинополь (поряд з британцями), Узункепрю в Східній Фракії і область Кілікії. Франція врешті-решт відмовилася від усіх цих областей після угоди в Анкарі, Муданійського перемир'я і Лозаннського мирного договору.

### Королівство Греція

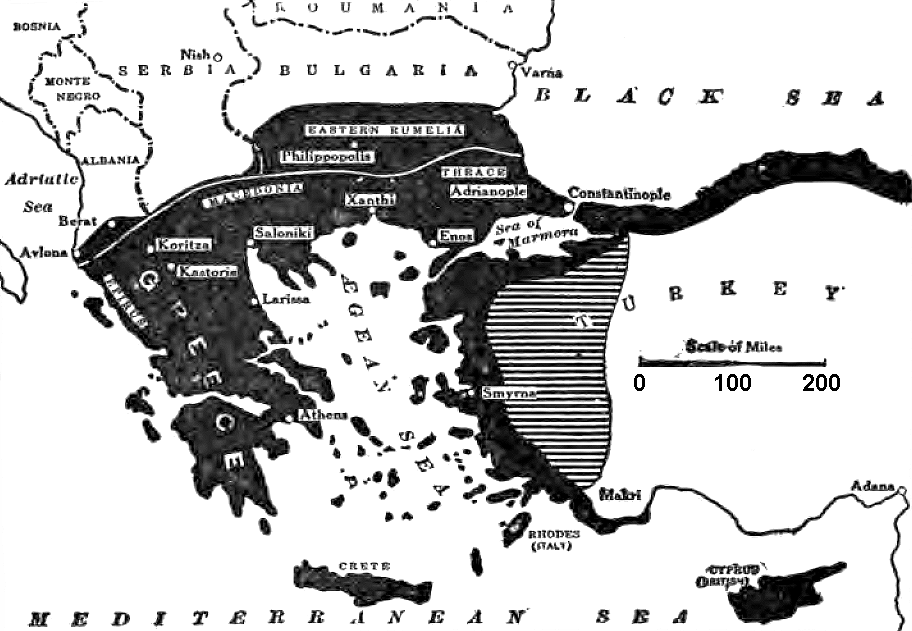
Грецькі пропозиції на Паризькій мирній конференції

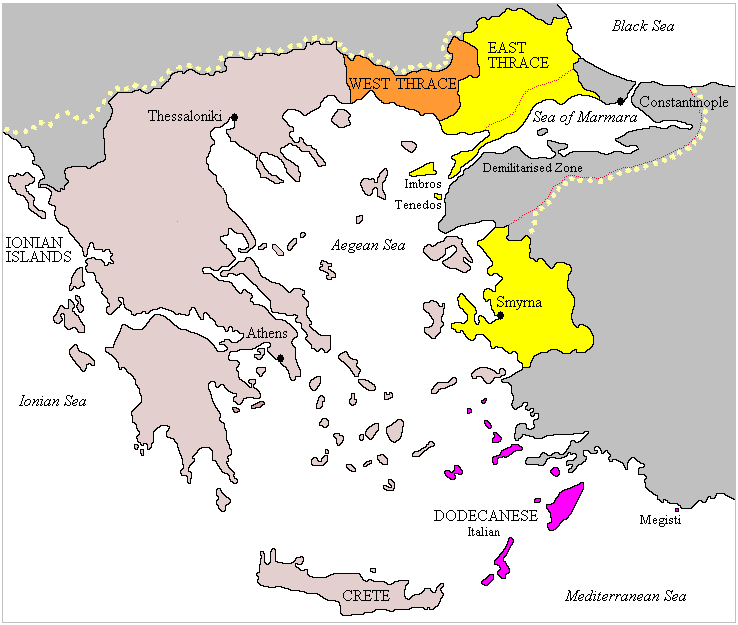
Грецькі придбання згідно з Севрським договором

Західні союзники, зокрема — прем'єр-міністр Великої Британії Девід Ллойд-Джордж, обіцяли Греції територіальні придбання за рахунок Османської імперії, якщо Греція вступить у війну на боці Союзників. Обіцяні їй території включали Східну Фракію острова Імброс і Тенедос, а також частину західної Анатолії в районі міста Ізмір.
У травні 1917 року, після вигнання короля Костянтина, грецький прем'єр-міністр Елефтеріос Венізелос повернувся до Афін і вступив в союз з Антантою. Грецькі збройні сили (хоча і мавши поділ на прихильників монархії та прихильників Венізелоса) розпочали військові дії проти болгарської армії на кордоні. У тому ж році Ізмір був обіцяний в Італії згідно з угодою Сен-Жан-де-Мор'єнн між Францією, Італією і Великою Британією.
У 1918 році на Паризькій мирній конференції, ґрунтуючись на військових обіцянках, Венізелос лобіював розширення Греції (так звана «Велика ідея»), в результаті якої вона повинна була включати в себе великі грецькі громади в Північному Епірі, Фракію (включаючи Константинополь) і частину Малої Азії. У 1919 році, незважаючи на італійську протидію, він отримав дозвіл на Паризькій мирній конференції 1919 року для Греції зайняти Ізмір.

## Південно-Західна Кавказька Демократична республіка
Південно-Західна Кавказька Демократична республіка являла собою державу, створену на території Росії в 1918 році після виводу військ Османської імперії до кордону, що існував до Першої світової війни, в результаті Мудросського перемир'я. Воно було номінально незалежним тимчасовим урядом, очолюваним Фахр аль-Діном Піріогли, і базувалося в Карс.
Після того як почалися бойові дії між ним і Грузією і Вірменією, британський верховний комісар адмірал Сомерсет Артур ГофКалтхорп окупував Карс 19 квітня 1919, розпустивши парламент і заарештувавши 30 членів уряду. Він передав область Карса під владу вірмен.

## Вірменія

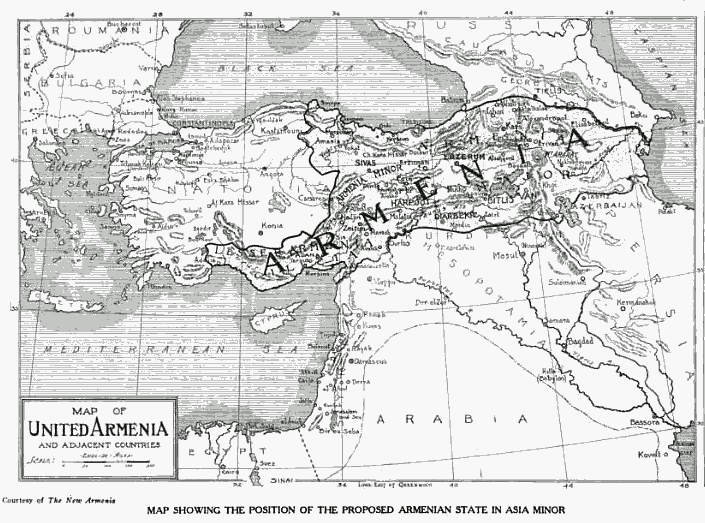
Вірменські пропозиції на Паризькій мирній конференції

В останні роки війни вірмени створили тимчасовий уряд, а потім республіку. Військовий конфлікт між османами та вірменами під час і після війни в кінцевому рахунку визначив межі недовго існувавшої вірменської держави.

### Адміністрація Вірменії
У квітні 1915 року Росія підтримала створення вірменського тимчасового уряду на чолі з губернатором Арама Манукяна, лідером Ванського опору. Вірменський національно-визвольний рух сподівався, що Вірменія може бути звільнена від влади Османської імперії в обмін на допомогу російській армії. Проте імператорська Росія уклала секретну військову угоду від Антанти про подальшу долю кількох території Анатолії. Ці плани були оприлюднені революціонерами в 1917 році, щоб отримати підтримку своїх дій з боку вірменської громадськості.
У той же час тимчасовий уряд ставав тим більш стабільним, чим більша кількість вірмен переїжджало на його територію. У 1917 році 150 000 вірмен переїхали в провінції Ерзурум, Бітліс, Муш і Ван. І Армен Гаро (відомий як Гарегін Пастірмакян), та інші вірменські лідери вимагали, щоб вірменські солдати на Європейському театрі військових дій були переправлені на Кавказький фронт.
Російська революція залишила фронт на сході Османської імперії в стані нестабільності. У грудні 1917 року перемир'я було підписано представниками Османської імперії і Закавказьким комісаріатом. Тим не менш, Османська імперія почала зміцнювати свої армії на Східному фронті. Бойові дії розпочалися в середині лютого 1918 року. Вірмени під сильним тиском з боку османської армії і курдських іррегулярних загонів були змушені відмовитися від Ерзінджан і Ерзурум, а потім і Карса, в кінцевому підсумку залишивши місто 25 квітня. У відповідь на османський наступ Закавказький комісаріат перетворився на недовговічну Закавказьку федерацію, її розпад привів вірмен до створення Демократичної Республіки Вірменії 30 травня 1918 року. Батумський договір, підписаний 4 червня, обмежив територію Вірменської республіки областю площею всього в 11 000 км².

### Вільсонівська Вірменія
На Паризькій мирній конференції 1919 року вірменська діаспора і Вірменська Революційна Федерація стверджували, що історична Вірменія, регіон, який залишався поза контролем Османської імперії з 1915 по 1918 рік, повинна стати частиною Демократичної Республіки Вірменія. Посилаючись на принципи, позначенні в промові Вудро Вільсона «Чотирнадцять пунктів», вірменська діаспора стверджувала, що Вірменія повинна мати «можливість контролювати регіон». Вірмени також стверджували, що домінуюче населення регіону стає все більш вірменським, — османські жителі переміщалися в західні провінції. Погос Нубар, президент Вірменської національної делегації, додав: «На Кавказі, де, не кажучи вже про 150 000 вірмен імператорської армії Росії, більше 40 000 наших добровольців внесли свій внесок у визволення частини вірменських вілайєтів, і де під керівництвом своїх лідерів, Андраніка і Назербекова, вони, єдиний з народів Кавказу, чинили опір турецької армії з моменту відходу більшовиків і аж до підписання перемир'я».
Президент Вільсон прийняв вірменські аргументи для позначення кордону і написав: «Світ чекає від них (вірмен), що вони будуть всіляко сприяти і допомагати всіма силами тим турецьким біженцям, які побажають повернутися в свої колишні будинки в районах Трапезунда, Ерзерума, Вана і Бітліс, пам'ятаючи, що ці люди теж сильно постраждали». Конференція погодилася з його пропозицією про те, що Демократична Республіка Вірменія повинна розширитися за рахунок сучасної східної Туреччини.

## Турецька Республіка
Між 1918 і 1923 роками турецький рух опору на чолі з Мустафою Кемалем Ататюрком змусив греків і вірменів покинути Анатолію, в той час як італійці взагалі не домоглись там своєї присутності. Турецькі революціонери також придушили спроби курдів стати незалежними в 1920 році. Після того як турецький опір отримав контроль над Анатолією, не було ніякої надії на задоволення умов Севрського договору.
До приєднання до РСФСР Демократична Республіка Вірменія підписала Александропольский договір 2 грудня 1920 року, погодившись на нинішні кордони між двома країнами. Після цього Вірменія стала частиною РРФСР. Ці межі були затверджені ще і Московським договором (1921 рік), згідно з яким більшовики поступилися вже окуповані Туреччиною округу Карс, Ігдир, Ардаган і Артвін Туреччини в обмін на регіон Аджарія зі столицею в Батумі.
Туреччина і РРФСР, незабаром стала СРСР, ратифікували Карський договір 11 вересня 1922 року, сформувавши сучасний північно-східний кордон Туреччини і встановивши мир у регіоні. Нарешті, Лозаннський мирний договір, підписаний в 1923 році, офіційно припинив усі бойові дії і привів до створення сучасної Турецької республіки.